# Play It for the Girls
Play It For The Girls — сингл шведского исполнителя Дэнни Сауседо с его первого студийного альбома «Heart Beats». Сингл вышел 23 мая 2007 года. Он достиг 1 места в шведском общенациональном музыкальном чарте Топ Лист.

## Версии
1. Radio Version
2. Remix Version